# Xian de Ninghua
Le xian de Ninghua (宁化县 ; pinyin : Nínghuà Xiàn) est un district administratif de la province du Fujian en Chine. Il est placé sous la juridiction de la ville-préfecture de Sanming.

## Démographie
La population du district était de 348 231 habitants en 1999.